# Castianeira virgulifera
Castianeira virgulifera är en spindelart som beskrevs av Cândido Firmino de Mello-Leitão 1922. 
Castianeira virgulifera ingår i släktet Castianeira och familjen flinkspindlar. Inga underarter finns listade i Catalogue of Life.